# Omar Pchakadse

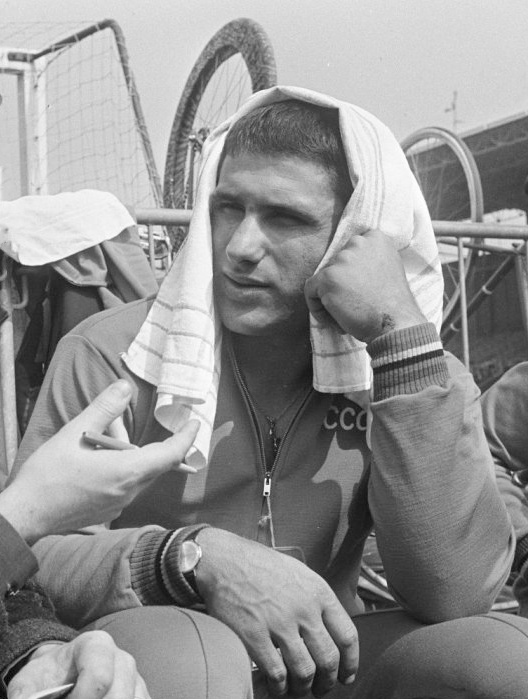
Omar Pchakadse, 1967

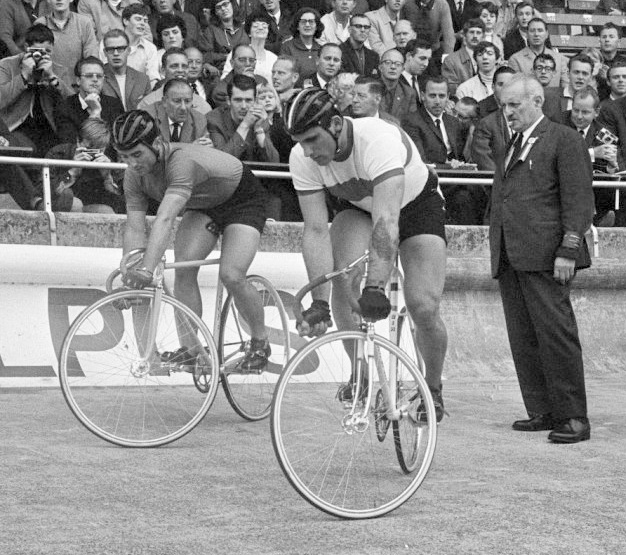
Omar Pchakadse, 1967

Omar Pchakadse (georgisch ომარ ფხაკაძე, russisch Омар Лонгизонович Пхакадзе; * 12. August 1944 in Kutaisi, Georgien; † 21. Mai 1993 in Tiflis) war ein sowjetischer Bahnradsportler georgischer Nationalität.

## Sportliche Laufbahn
Pchakadse betrieb als Jugendlicher zunächst Eisschnelllauf und Gewichtheben. 1960 entdeckte ihn der Trainer von Dynamo Tiflis und holte ihn in seinen Radsportverein. Bereits sein erstes Rennen konnte er gewinnen. Allerdings fühlte er sich in den Straßenrennen nicht wohl und wechselte nach kurzer Zeit zum Bahnradsport.
1965 wurde Omar Pchakadse in San Sebastian Weltmeister im Sprint der Amateure, 1966 in Frankfurt wurde er Dritter im Sprint und 1969 in Brünn Vize-Weltmeister in dieser Disziplin. Mehrfach stellte er auch Weltrekorde über 200 Meter auf.
Dreimal startete Pchakadse im Sprint bei Olympischen Sommerspielen, 1964 in Tokio, 1968 in Mexiko-Stadt sowie 1972 in München, wo er hinter seinem großen französischen Rivalen und Goldmedaillengewinner Daniel Morelon die Bronze-Medaille errang. Omar Pchakadse wurde Meister der UdSSR im Bahnsprint 1963 und 1964 sowie zwischen 1966 und 1972. Dabei gelang ihm sein erster Meisterschaftstriumph genau an seinem 19. Geburtstag.
Er gewann den Großen Preis der DDR im Sprint dreimal, 1965 vor Miloš Jelínek, 1966 vor Giordano Turrini und 1968 vor Daniel Morelon. 1967 gewann er den Großen Preis von Berlin. Als Amateur siegte er im Grand Prix Kopenhagen 1967 und 1971.

## Familiäres
Omar Pchakadse war mit Donara Dzhanukashvili, einer ehemaligen Turnerin, verheiratet.

## Berufliches
Nach seiner Laufbahn war er mehrere Jahre als Trainer der Auswahlmannschaft Georgiens tätig. Er trainierte unter anderem Emsar Gelaschwili, der Medaillengewinner bei den UCI-Bahn-Weltmeisterschaften der Junioren wurde und an den UCI-Bahn-Weltmeisterschaften teilnahm.

## Trivia
Zur Überraschung seiner Konkurrenten rauchte Pchakadse nach Wettkämpfen gern eine Zigarette. Wegen seiner athletischen Figur wurde er häufig als der "Stier von Kutaisi" bezeichnet. Bei Rennen auf der Bahn der Werner-Seelenbinder-Halle in Berlin untermauerte er dies, als er zweimal den Lenker seines Rades zerbrach.